# Paul Egli
Paul Egli, född 18 augusti 1911 i Dürnten, död där 23 januari 1997, var en schweizisk landsvägscyklist.
Egli blev tvåa i amatörernas världsmästerskap i Rom 1932 och världsmästare i Paris 1933. Han blev professionell 1934 och kom på andra plats i professionella världsmästerskapet 1937 i Köpenhamn och 1938 i Valkenburg. Han var ovanligt snabb i ryck och spurter under ett linjelopp men var mindre framgångsrik i etapplopp, till exempel i Tour de France. Han vann 1933 Själlandsloppet i Danmark.